# João José Fraústo da Silva
João José Rodiles Fraústo da Silva (em grafia antiga João José Rodilles Fraústo da Silva) GOIH • GOIP (Tomar, 30 de Agosto de 1933 – Lisboa, 10 de junho de 2022) foi um professor universitário português.

## Biografia
Licenciado em engenharia química e industrial pelo Instituto Superior Técnico da Universidade Técnica de Lisboa e doutor em Química pela Universidade de Oxford, ocupou diversos cargos ao longo da sua carreira, onde se destacam:
- Director do Instituto Superior Técnico da Universidade Técnica de Lisboa;[3]
- Presidente do Gabinete de Estudos e Planeamento da Acção Educativa (GEPAE) do Ministério da Educação Nacional;
- Primeiro Reitor da Universidade Nova de Lisboa (1973-1975);
- Ministro da Educação e Universidades no VIII Governo Constitucional (1982-1983);
- Presidente do Instituto Nacional de Administração Pública;
- Presidente da Fundação Centro Cultural de Belém (1996-2006);
- Presidente do Conselho de Curadores da Fundação Oriente.[4]

A 26 de Julho de 1973, foi agraciado com o grau de Grande-Oficial da Ordem da Instrução Pública e, a 4 de Fevereiro de 1989, com o grau Grande-Oficial da Ordem do Infante D. Henrique.
Recebeu o Doutoramento Honoris Causa em Química pela Universidade Nova de Lisboa em 2001.
Morreu a 10 de junho de 2022, em Lisboa.

## Funções governamentais exercidas
- VIII Governo Constitucional
  - Ministro da Educação e Universidades